# Kemenesszentmárton
Kemenesszentmárton est un village de Hongrie, situé dans le département de Vas. Lors du recensement de 2001, il y avait 239 habitants.